# Lungha
A Lungha (oroszul: Лунгха) folyó Oroszország ázsiai részén, Jakutföldön, a Léna bal oldali mellékfolyója.

## Földrajz
Hossza: 508 km (vagy 538 km), vízgyűjtő területe: 10 300 km².
A Léna-felföld északi szélén, kb. 300 m magasságban ered, lejjebb a Közép-jakut-alföldön folyik jellemzően északkelet felé. A Viljuj torkolatától délkeletre ömlik a Lénába, 1132 km-re ennek torkolatától.
A folyó középső folyása mentén, 3,5 km a parttól található a Kobjaji járás egyik közigazgatási székhelye, Csagda. 50 km-rel lejjebb megjelennek a folyó mentén helyenként elterülő északi sivatagos területek, az ún. tukulánok. A torkolattól 125 km-re fokozatosan eltűnnek a medret kísérő fenyvesek és nyírfaerdők. A folyó tavakkal borított nyílt területre ér, folyása itt már alig észlelhető. Az utolsó 65 km-en ismét magasabb, erdős partok között kanyarog, a meder közepes szélessége 120 m. A torkolathoz közel terül el Argasz falu.
A Lungha alsó folyásán, balról ömlik bele legnagyobb mellékfolyója, a Hating-Jureh (Хатынг-Юрэх, 315 km).